# Belington
Belington é uma cidade  localizada no estado norte-americano de Virgínia Ocidental, no Condado de Barbour.

## Demografia
Segundo o censo norte-americano de 2000, a sua população era de 1788 habitantes. 
Em 2006, foi estimada uma população de 1825, um aumento de 37 (2.1%).

## Geografia
De acordo com o United States Census Bureau tem uma área de 
5,6 km², dos quais 5,3 km² cobertos por terra e 0,3 km² cobertos por água. Belington localiza-se a aproximadamente 518 m acima do nível do mar.

## Localidades na vizinhança
O diagrama seguinte representa as localidades num raio de 20 km ao redor de Belington. 